# Johann Friedrich Bruch

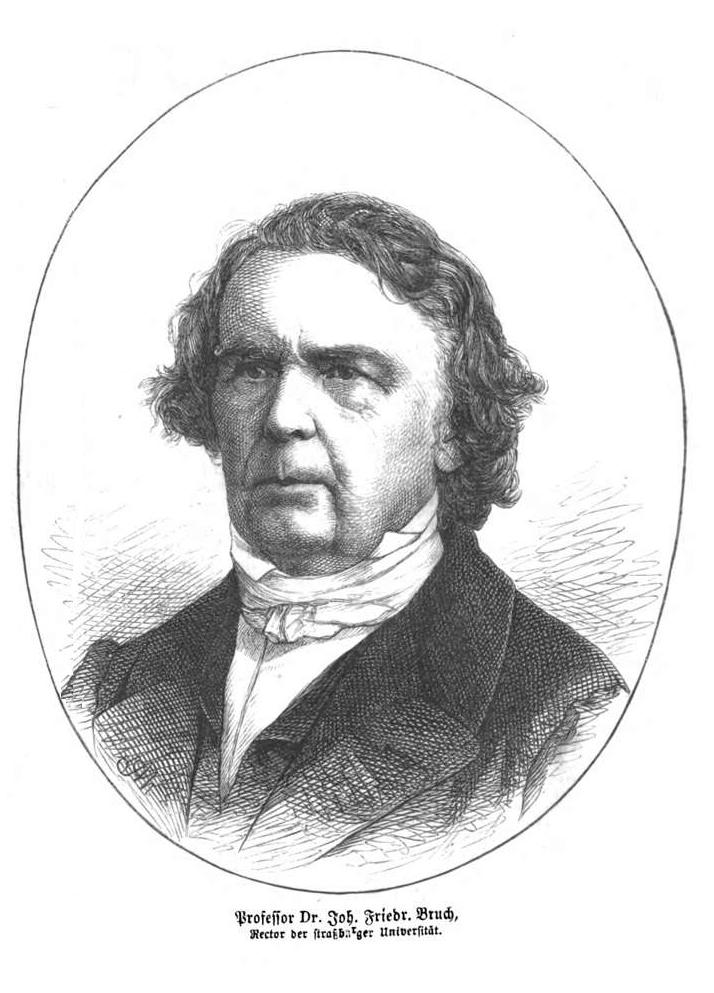
Johann Friedrich Bruch

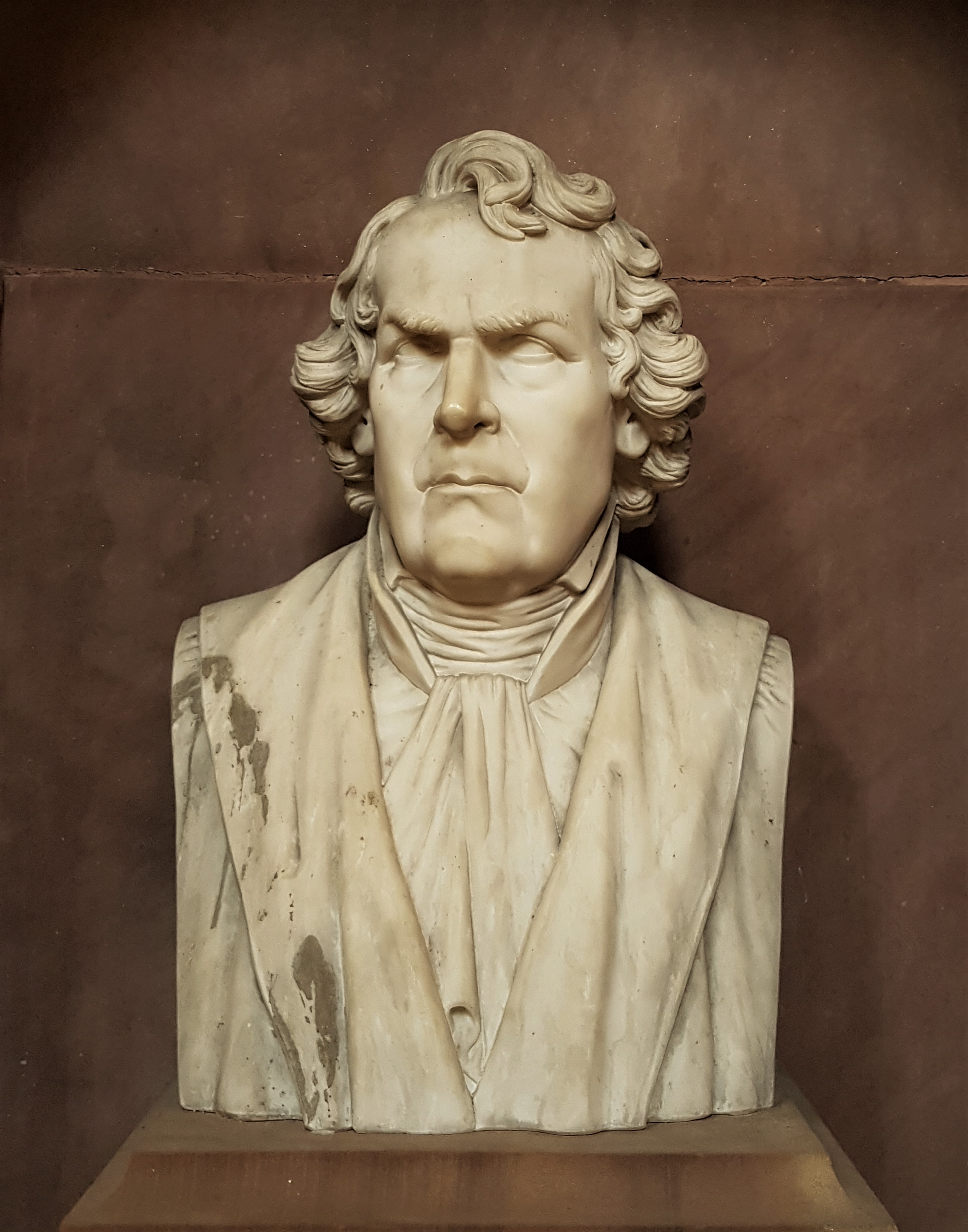
Büste in der Thomaskirche in Straßburg

Johann Friedrich Bruch (* 13. Dezember 1792 in Pirmasens; † 22. Juli 1874 in Straßburg) war ein deutscher evangelischer Theologe.

## Leben
Johann Friedrich Bruch wurde als Sohn des lutherischen Apothekers Carl Ludwig (1758 bis 1828; Sohn des reformierten Apothekers Christian Ludwig) und dessen Frau Charlotte (1764 bis 1825), einer Arzttochter, geboren. Sein Onkel Christian Gottlieb Bruch war der erste lutherische Geistliche in Köln.
1807 bezog er das Gymnasium in Zweibrücken, anschließend die Akademie Straßburg. Als Hauslehrer berief man ihn 1812 nach Köln. Zwei Jahre später wurde er als Vikar in Lohr eingesetzt. Ein weiteres Jahr später, 1815, fungierte er wieder als Hauslehrer, diesmal in Paris. Professor an der Akademie Straßburg wurde er im November 1821 und im nächsten Jahr ordentlicher Theologieprofessor. Als solcher lehrte er Dogmatik und Moraltheologie, las aber auch über das neue Testament und historische und praktische Theologie. 1828 wurde er auch Schulleiter des evangelischen Gymnasiums.
Auch kirchliche Ämter übernahm Bruch, so war er ab 1831 Prediger an der St. Nikolai-Kirche. Außerdem gründete er mit anderen eine Pastoralkonferenz, der er seit 1836 vorsaß. Inspektor für die Gemeinden St. Thomä und St. Nikolai wurde er dann 1849 und 1852 Konsistorialrat beim lutherischen Oberkonsistorium in Straßburg, damals die Kirchenleitung der Église de la Confession d’Augsbourg de France. Bruch wurde 1866 Mitglied des Direktoriums (directoire) der Kirche.
Durch die Annexion des Elsass und von Teilen Lothringens nach dem Deutsch-Französischen Krieg 1870 bis 1871 kamen 286.000 französische Lutheraner und ihre Kirchenleitung an Deutschland. Die 45.000 in Frankreich verbleibenden Lutheraner mussten sich neu organisieren. Bruch leistete besondere Verdienste um den Umbau der lutherischen Strukturen im Reichsland Elsaß-Lothringen. Er saß der interimistischen Kirchenbehörde vor und setzte in dieser Stellung 1871/1872 die Etablierung der Kirche Augsburgischen Bekenntnisses von Elsass und Lothringen durch. Bruch wurde auch Rektor der Universität Straßburg.
Als Kirchenmann, Professor und theologischer Autor wirkte Bruch 50 Jahre lang und leistete einen wichtigen Beitrag in der Entwicklung der elsässischen evangelisch-lutherischen Landeskirche. Außerdem sorgte er dafür, die theologie Fakultät in Straßburg wieder in der Wissenschaft zu etablieren. Bruch ist dem mystischen und ästhetischen Rationalismus zuzuordnen. Er wurde von Harry Gerber im Artikel der Neuen Deutschen Biographie als „ausgezeichneter Prediger“ bezeichnet.
Er war in erster Ehe mit Magdalena Henriette Redslob (1803 bis 1832), einer Tochter des Straßburger Theologieprofessors Franz Heinrich Redslob, verheiratet. Im Jahr nach deren Tod heiratete Bruch Elise Fanny (1810 bis 1889), Magdalenas Schwester. Der ersten Ehe entstammten drei Söhne, der zweiten weitere drei Söhne und eine Tochter. 
Er starb am 22. Juli 1874 81-jährig in Straßburg.

## Werke
- Lehrbuch der christlichen Sittenlehre (zwei Bände; Straßburg 1829 bis 1832)
- Etudes philosophiques sur le christianisme (Straßburg 1839)
- Die Lehre von den göttlichen Eigenschaften (1842)
- Weisheitslehre der Hebräer (Straßburg 1851)
- Lehre von der Präexistenz der menschlichen Seele (Straßburg 1859), siehe auch Präexistenzlehre
- Theorie des Bewußtseins (Straßburg 1864)